# Islands (King-Crimson-Album)
Islands ist das vierte Studioalbum der englischen Progressive-Rock-Band King Crimson. Es erschien 1971 bei EG-Records LTD (Virgin).

## Entstehungsgeschichte
Sänger und Bassist Boz Burrell und Schlagzeuger Ian Wallace stießen im Vorfeld zur Band. Da King Crimson zu dieser Zeit keinen Bassisten hatte, entschied Robert Fripp, dass Burrell das Bassspiel erlernen sollte. Islands wurde während einer laufenden Tour aufgenommen. Zudem war es das letzte Album, auf dem Keith Tippett mitwirkte. Nach den Aufnahmen verließ auch Peter Sinfield die Band, er war neben Fripp das einzige Gründungsmitglied, das noch in der Band war.
Das Cover zeigt eine Aufnahme des Trifidnebels.

## Musikstil
Islands wird als das letzte Album der ersten Schaffensperiode der Band betrachtet. Der bis dato erprobte Stil wird auf den auf Islands folgenden Alben gebrochen, während die Bezüge zu den Vorgängeralben deutlich sind.
Die Instrumentierung ist reichhaltig und (für Rockmusik) eher ungewöhnlich, es sind u. a. diverse Bläser, ein Kontrabass und ein Streichquartett zu hören.
Es wird zwischen einer langsamen, harmonischen Gangart mit sanftem Gesang (Teile von Formentera Lady und v. a. der Titelsong Islands) und heftigeren, teils harten, teils jazzigen, teils improvisiert klingenden Stücken variiert, wobei viele rhythmische Experimente stattfinden.

## Erfolge
Das Album erreichte Platz #30 der britischen Charts und Platz #76 der US-Billboard-Charts.

## Titelliste
1. Formentera Lady – 10:15
2. Sailor's Tale – 7:34
3. The Letters – 4:32
4. Ladies of the Road – 5:34
5. Prelude: Song of the Gulls – 4:15
6. Islands – 11:54

## Trivia
The Letters basiert auf dem Stück Drop In, das bereits 1969 auf Konzerten von King Crimson gespielt wurde.
Das Grundmotiv von Song of Gulls stammt aus der Prä-King-Crimson-Ära, als Robert Fripp noch mit Michael und Peter Giles als Trio unterwegs war. Das Stück, auf dem das Lied basiert, heißt im Original Suite No. 1.